# Patinação artística nos Jogos Olímpicos de Inverno de 1992 - Dança no gelo
A competição de dança no gelo da patinação artística nos Jogos Olímpicos de Inverno de 1992 foi disputado entre 19 duplas.

## Medalhistas
| Ouro   | EUN Marina Klimova / Sergei Ponomarenko |
| Prata  | FRA Isabelle Duchesnay / Paul Duchesnay |
| Bronze | EUN Maya Usova / Alexander Zhulin       |

## Resultados
| #                 | Nome                                    | País                 | CD1 | CD2 | OD | FD | TFP  |
| ----------------- | --------------------------------------- | -------------------- | --- | --- | -- | -- | ---- |
| Medalha de ouro   | Marina Klimova / Sergei Ponomarenko     | EUN Equipa Unificada | 1   | 1   | 1  | 1  | 2.0  |
| Medalha de prata  | Isabelle Duchesnay / Paul Duchesnay     | FRA França           | 3   | 3   | 2  | 2  | 4.4  |
| Medalha de bronze | Maya Usova / Alexander Zhulin           | EUN Equipa Unificada | 2   | 2   | 3  | 3  | 5.6  |
| 4                 | Pasha Grishuk / Evgeni Platov           | EUN Equipa Unificada | 4   | 4   | 4  | 4  | 8.0  |
| 5                 | Stefania Calegari / Pasquale Camerlengo | ITA Itália           | 5   | 5   | 5  | 5  | 10.0 |
| 6                 | Susanna Rahkamo / Petri Kokko           | FIN Finlândia        | 7   | 7   | 6  | 6  | 12.4 |
| 7                 | Klára Engi / Attila Tóth                | HUN Hungria          | 6   | 6   | 7  | 7  | 13.6 |
| 8                 | Dominique Yvon / Frédéric Palluel       | FRA França           | 8   | 8   | 9  | 8  | 16.6 |
| 9                 | Sophie Moniotte / Pascal Lavanchy       | FRA França           | 9   | 9   | 8  | 9  | 17.4 |
| 10                | Katerina Mrazova / Martin Simecek       | TCH Checoslováquia   | 12  | 11  | 10 | 10 | 20.6 |
| 11                | April Sargent-Thomas / Russ Witherby    | USA Estados Unidos   | 10  | 10  | 11 | 11 | 21.6 |
| 12                | Jacqueline Petr / Mark Janoschak        | CAN Canadá           | 11  | 12  | 12 | 13 | 24.8 |
| 13                | Anna Croci / Luca Mantovani             | ITA Itália           | 13  | 13  | 13 | 12 | 25.0 |
| 14                | Regina Woodward / Csaba Szentpetery     | HUN Hungria          | 13  | 15  | 15 | 14 | 29.0 |
| 15                | Rachel Mayer / Peter Breen              | USA Estados Unidos   | 14  | 14  | 14 | 15 | 29.0 |
| 16                | Margarita Drobiazko / Povilas Vanagas   | LTU Lituânia         | 17  | 17  | 17 | 16 | 33.0 |
| 17                | Melanie Bruce / Andrew Place            | GBR Grã-Bretanha     | 16  | 16  | 16 | 17 | 33.0 |
| 18                | Bing Han / Hui Yang                     | CHN China            | 18  | 18  | 18 | 18 | 36.0 |
| 19                | Gwang Ho Ryu / Un Sil Pak               | PRK Coreia do Norte  | 19  | 19  | 19 | 19 | 38.0 |

Legenda
| Recorde mundial      | Recorde mundial (World record)               |                       | Recorde africano                      | Recorde africano (African) |                                           | Q | Classificado por posição (Qualified) |
| Recorde olímpico     | Recorde olímpico (Olympic record)            | Recorde da América    | Recorde da América (Americas)         | q                          | Classificado por melhor tempo (Qualified) |   |                                      |
| Melhor marca do ano  | Melhor marca do ano (World leading)          | Recorde asiático      | Recorde asiático (Asian)              | DNS                        | Não largou (Did not start)                |   |                                      |
| Recorde nacional     | Recorde nacional (National record)           | Recorde europeu       | Recorde europeu (European)            | DNF                        | Não terminou (Did not finish)             |   |                                      |
| Recorde pessoal      | Recorde pessoal do atleta (Personal best)    | Recorde da Oceania    | Recorde da Oceania (Oceania)          | DSQ / DQ                   | Desclassificado (Disqualified)            |   |                                      |
| Recorde da temporada | Recorde da temporada do atleta (Season best) | Recorde sul-americano | Recorde sul-americano (South America) | NM                         | Sem marca (No mark)                       |   |                                      |